# Kładka Fayola
Kładka Fayola (most Fayola) – sposób kontaktu w hierarchicznej strukturze organizacyjnej zaproponowany przez Henriego Fayola, polegający na upoważnieniu pracowników różnych części organizacji (działów) do komunikowania się między sobą w sprawach mniejszej wagi. Kontakty tego typu wymagają wcześniejszej ogólnej zgody bezpośrednich przełożonych komunikujących się osób, pozwalają jednak na bieżące porozumiewanie się i działanie bez dalszego pytania o każdorazową zgodę.
Kładka Fayola została zaproponowana w celu skrócenia czasu komunikowania się w  obrębie organizacji, jako wyjątek od zasady hierarchii sformułowanej przez Fayola w 14 zasadach zarządzania, polegającej na komunikacji wyłącznie „w pionie”.